# Leges Iuliae
Als Leges Iuliae werden Gesetze (lateinisch von lex) bezeichnet, die von einem Angehörigen des römischen Geschlechts der Julier veranlasst wurden, insbesondere von Caesar und Augustus.
- lex Iulia de civitate Latinis danda des Lucius Iulius Caesar, Konsul 90 v. Chr., verlieh während des Bundesgenossenkriegs den nicht von Rom abgefallenen Italikern das römische Bürgerrecht.

Von Caesar stammen:
- lex agraria („Ackergesetz“): 59 v. Chr. wurden zwei Ackergesetze erlassen, von denen das eine die Aufteilung der kampanischen Domänen vorsah.
- lex de repetundis: 59 v. Chr.; Gesetz, das noch in der römischen Kaiserzeit eine der wichtigsten Grundlagen der Provinzialverwaltung bildete.
- lex Vatinia de imperio Caesaris („über das Kommando Caesars“): legte 59 v. Chr. die Provinzen fest, die Caesar nach Ablauf seines Konsulats für fünf Jahre unterstellt werden sollten.
- lex Licinia Pompeia der Konsuln Marcus Licinius Crassus und Gnaeus Pompeius Magnus: Verlängerung der gallischen Statthalterschaft Caesars um fünf Jahre 55 v. Chr.
- lex Iulia municipalis („Munizipiengesetz“): 45 v. Chr., regelte die Rechtsprechung in den Landstädten des römischen Reichs.

Von Augustus stammen:
- lex de adulteriis coercendis („über die Verhinderung von Ehebrüchen“): 18 v. Chr.; enthält Strafvorschriften für Unzucht und Ehebruch.
- lex de maritandis ordinibus („über die Heiratspflicht der Stände“): wohl 18 v. Chr.; enthält Eheverbote und -gebote sowie Sanktionen gegen Unverheiratete und  Anordnung zur Zeugung von Kindern; lex Iulia caducaria (Anfall des erblosen Nachlasses an den Staat): wohl ebenfalls 18 v. Chr.; beide Gesetze um 9 n. Chr. in der lex Papia Poppaea de maritandis ordinibus  präzisiert und verschärft, einheitlich zitiert in der Kaiserzeit als lex Iulia et Papia.[1]
- lex Iulia de dote fundali („Gesetz über die Grundstücksmitgift“), wohl 18 v. Chr.; verbietet die Veräußerung eines Mitgiftgrundstückes durch den Ehemann ohne Zustimmung der Frau.
- leges Iuliae iudiciorum publicorum et privatorum („über öffentliche und private Gerichte“): 17 v. Chr.; mehrere Gesetze zur Regelung des Verfahrens-, Straf- und Privatrechts. Im öffentlich-rechtlichen Sektor wurde das altrömische, komitiale Verfahren zurückgedrängt und weitgehend aufgegeben. Im privatrechtlichen Sektor wurde der Legisaktionenprozess abgeschafft und durch den Formularprozess als Verfahrenstyp ersetzt.
- lex Iulia de bonis cedendis, wohl 17. v. Chr.; regelte die Abtretung von Hab und Gut (cessio bonorum).[2]
- leges Iuliae de vi privata et publica („Gesetze zum allgemeinen Gewaltverbot“); wohl 17. v. Chr.; dabei handelt es sich um eine Verschärfung der sullanischen Anordnungen aus der lex Plautia de vi von 70 v. Chr.[3]
- lex Fufia Caninia de manumissionibus, 2. v. Chr. und lex Aelia Sentia de manumissionibus, 4 n. Chr.; beide Gesetze beschränkten die testamentarische Freilassung von Sklaven bezüglich Anzahl einerseits und Mindestalter andererseits.[4]
- lex vicesima hereditatium (Besteuerung des Erbschaftsanfalls mit 5 %), 6. n. Chr.; Besteuerungsgrundlage, von der nur nahe Familienangehörige ausgenommen waren.[5]